# 2017年のカナダ
2017年のカナダ （2017ねんのカナダ）では、2017年のカナダに関する出来事について記述する。

## 国王等
- 国王（イギリス国王が兼位。）
  - 第6代: エリザベス2世 （1952年2月6日 - ）
- 総督
  - 第28代: デイヴィッド・ロイド・ジョンストン （2010年10月1日 - 2017年10月2日)
  - 第29代: ジュリー・ペイエット （2017年10月2日 - ）
- 首相
  - 第29代: ジャスティン・トルドー （カナダ自由党、2015年11月4日 - ）

## できごと

### 1月
- 1月29日 - ケベック州ケベック・シティーのモスクで銃乱射事件が発生し、6人が死亡[1]。

### 7月
- 7月1日 - カナダ建国記念日。建国150周年を記念して各地で祝賀イベントが開催された[2]。

## 周年
- 7月1日 - カナダ建国150周年。

## 死去
- 7月16日 - ジョージ・A・ロメロ、映画監督（1940年 - ）